# Голомб, Соломон
Соломон Вольф Голомб (англ. Solomon Wolf Golomb; 30 мая 1932, Балтимор, штат Мэриленд — 1 мая 2016, Лос-Анджелес) — американский математик, инженер, профессор электротехники в Университете Южной Калифорнии, внесший весомый вклад в теорию кодирования, автор математических головоломок и игр, популяризатор математики.
Член Национальной инженерной академии США (1976), Национальной академии наук США (2003).
Наиболее известен как изобретатель полимино (обобщённого домино), вдохновившего российского программиста Алексея Пажитнова на создание компьютерной игры «Тетрис», также изобрёл настольную игру шашматы. Специализировался на задачах комбинаторного анализа, теории чисел и теории кодирования; основной результат --- предложенный им метод энтропийного кодирования (код Голомба), используемый, в частности, при сжатии изображений в стандарте JPEG-LS, при сжатии звука без потерь в стандарте MPEG-4 и ряде других форматов; определил характеристики и выявил достоинства последовательностей регистрового сдвига максимальной длины (М-последовательностей), также известных как псевдослучайные или псевдошумовые последовательности, которые имеют обширные военные, промышленные и потребительские применения. Также в его честь названа линейка Голомба, применяющаяся в радиосвязи, радиолокации, астрономии, шифровании данных; постоянная Голомба — Дикмана, возникающая в комбинаторике и теории чисел.

## Биография
Родился в еврейской семье, выпускник средней школы Балтиморского городского колледжа, получил степень бакалавра гуманитарных наук в Университете Джонса Хопкинса и докторскую степень (Ph. D.) Гарвардского университета в 1957 году за диссертацию о «Задачах в распределении простых чисел».
Работая в компании Glenn L. Martin Co. заинтересовался теорией связи и начал изучать последовательности регистрового сдвига. Год по программе Фулбрайта провёл в Университете Осло, а затем присоединился к Лаборатории реактивного движения Калтеха, где исследовал военные и космические средства связи. С 1963 года — преподаватель Университета Южной Калифорнии, профессор — с 1991 года.
Вёл рубрику «Загадки Голомба» в информационном бюллетене Института инженеров по электротехнике и электронике, регулярный автор колонки «Математические игры» в журнале Scientific American, публиковал заметки в рубрике «Занимательная математика» журнала Rep-tiles, ежемесячно публиковал в Johns Hopinks Magazine ребус в колонке «Гамбиты Голомба».
В 1992 году получил медаль Агентства национальной безопасности США, а Российская академия естественных наук наградила его медалью Капицы.
В 2000 году Институт инженеров по электротехнике и электронике наградил Голомба медалью Ричарда Хэмминга, в номинации был «главной фигурой в теории кодирования и теории информации на протяжении более четырёх десятилетий».
Был одним из первых профессоров высшего звена, кто решился пройти высший IQ-тест Рональда Хофлина, впервые опубликованный в журнале Omni, показав уровень IQ равный примерно 176. Сравнение этого показателя с результатами случайно отобранных людей среди прошедших тест, показывает, что коэффициент уникальности Голомба составил 1/1 000 000.

## Избранная библиография
- Голомб С. В. Полимино. — М.: Мир, 1975.